# SEA IV-PM
Le SEA IV-PM est un biplan monomoteur de raid français conçu en 1919.

## Historique
Le SEA IV-PM est conçu par la Société des Aéroplanes Henry Potez. Il est directement dérivé du SEA IV C2. L'armement et les équipements militaires sont remplacés par un poids équivalent de carburant. L'autonomie est accrue pour permettre des vols à longue distance et des démonstrations de liaisons commerciales.
Le capitaine Lafon effectue le 3 juin 1919 un vol en trois étapes en direction d'Istanbul. Le projet échoue après un atterrissage forcé à Lunéville. Un vol est réalisé par le même pilote à destination de la première exposition d'aéronautique d'Amsterdam (1er août 1919 au 15 septembre 1919), où l'avion est présenté. L'avion aurait participé à la course d'Anvers.

## Utilisateurs
- Utilisateur : Potez, prototype.

Numéro constructeur : 58.